# Pornóapáti
Pornóapáti , Duits: Pernau, is een plaats (község) en gemeente in het Hongaarse comitaat Vas. Pornóapáti telt 382 inwoners (2001).
Het plaatsje ligt op de grens met Oostenrijk. Het werd in 1221 voor het eerst genoemd, toen er in dat jaar een klooster werd gesticht.  Tot 1899 droeg het plaatsje de naam Pornó. Vanwege het grote aantal Duitstaligen werd het bij het plebisciet van 1921 bij het Oostenrijkse Burgenland gevoegd. Na protesten van de bevolking kwam het een jaar later alsnog weer aan Hongarije.
Het plaatsje heeft een bezienswaardige, in 1780 gebouwde, barokke kerk, gewijd aan St. Margaretha van Hongarije, de dochter van  koning Béla IV van Hongarije. 